# День енергетика
День енергетика — професійне свято працівників енергетики та електротехнічної промисловості України, день визнання заслуг працівників енергетичної промисловості в економічному розвитку, удосконалюванні й підтримці повсякденного життя населення. Відзначається щорічно 22 грудня.

## Історія свята
Свято в Україні було встановлено «…на підтримку ініціативи працівників енергетики та електротехнічної промисловості України…» згідно з Указом Президента України "Про День енергетика", яке "відзначати щорічно 22 грудня". Раніше енергетики святкували у грудні на згадку про Державний план Електрифікації країн, які створювали економіку СРСР. Указом Президії Верховної Ради СРСР від 1 листопада 1988 року День енергетика був перенесений на третю неділю грудня.

## В інших країнах
В Польщі День енергетика відзначається 14 серпня. День енергетика було встановлено в 1956 році і до 1972 року відзначався 1 вересня. Встановленню цього свята передувала Хартія енергетика. На підставі Постанови Ради Міністрів від квітня 1973 року щодо відзначення галузевих, виробничих та регіональних урочистостей, День енергетика у період з 1973 по 1990 відзначався в першу неділю вересня. У 1991 році покровителем енергетиків було проголошено св. Максиміліана Кольбе, за покликанням електрика, який загинув мученицькою смертю в концентраційному таборі 14 серпня 1941 року. Ця дата була прийнята як День енергетика в Польщі і діє донині.

## Привітання
- З Днем енергетика 2022 року! Найкращі привітання, картинки та листівки// Телеграф, автор - Анна Барабан, Процитовано 22 грудня 2022 року